# Yenikaracalı, Çarşamba
Yenikaracalı là một xã thuộc huyện Çarşamba, tỉnh Samsun, Thổ Nhĩ Kỳ. Dân số thời điểm năm 2010 là 494 người.